# Centris confusa
Centris confusa là một loài Hymenoptera trong họ Apidae. Loài này được Moure mô tả khoa học năm 1960.